# Isla Haihua
La isla Haihua (en chino tradicional, 海花岛), también conocida como Isla de las Flores del Océano u Ocean Flower Island) es un archipiélago artificial situado frente a la costa norte de Danzhou (provincia de Hainan, al sur de China), justo al oeste de la península de Yangpu. El proyecto, que está a cargo del Grupo Evergrande, consta de tres islotes independientes con una superficie total de 800 hectáreas (1980 acres u 8 kilómetros cuadrados)  Se estima que ha recibido una inversión de 160 000 millones de RMB (24 000 millones de dólares) y su finalización se proyecto para 2020. Se le considera la isla turística artificial más grande del mundo.
El político de Hainan Zhang Qi, que posteriormente fue condenado por corrupción, aprobó la idea de tierras ganadas al mar para la isla según los críticos en contra de las leyes de protección medioambiental. La construcción de la isla según algunos reportes habría causado daños a los arrecifes de coral y a las poblaciones de ostras. Más tarde se restauraron los límites de la zona de protección medioambiental alrededor de la isla. Durante el Día Nacional de 2021, la isla atrajo a más de 200.000 visitantes.
El 30 de diciembre de 2021, en plena crisis de liquidez, el promotor Evergrande recibió de la ciudad de Danzhou una orden de demolición relativa a 39 edificios del complejo, debido a la violación de la ley de urbanismo, ya que consideró que estos fueron construidos ilegalmente. La empresa recibió un plazo de 10 días para derribar los edificios. En un comunicado, Evergrande dijo que el aviso de demolición se aplicaba "únicamente" a los edificios de la parcela 2-14-1 situada en la isla número 2 y "no afecta a otras parcelas del proyecto Ocean Flower Island".
Desde enero de 2021 la isla recibió un estimado de 5,5 millones de turistas.